# Chainmail
Chainmail («Кольчуга») — настольный варгейм на средневековую тематику, созданный в 1971 году Гэри Гайгэксом и Джеффом Перреном, представителями общества любителей настольных игр города Лейк-Дженива, штат Висконсин. Авторы также разработали приложение к правилам игры, добавлявшее в неё элементы фэнтези: чудовищ, магию и нечеловеческие расы. Игра Chainmail примечательна тем, что на её основе несколько лет спустя Гайгэкс создал настольную ролевую игру Dungeons & Dragons, получившую мировую известность и давшую мощный толчок популярности жанра ролевых игр.

## История создания
В 1967 году в журнале Strategy & Tactics были напечатаны правила для настольной военной игры Siege of Bodenburg, предполагавшей использование 40-мм пластиковых миниатюр средневековых воинов. Эта игра подвигла Джеффа Перрена на создание собственных правил для данных миниатюр. Он заинтересовал этим проектом Гэри Гайгэкса, который дополнил правила своими идеями и напечатал их в информационном бюллетене общества любителей настольных игр Castle & Crusade.
В 1971 году компания Guidon Games издала игру Перрена и Гайгэкса, получившую название Chainmail. Игра оказалась популярной в фанатском сообществе, стала главным хитом продаж компании-издателя, в месяц продавалось около ста копий. В 1975 году права на Chainmail выкупила созданная Гайгэксом компания TSR, Inc., которая издавала игру, пережившую несколько редакций, до 1979 года. Но, поскольку основным продуктом компании были ролевые игры, Chainmail уступила свою нишу другим настольным варгеймам, в частности игре Warhammer Fantasy Battles от Games Workshop. В 1985 году TSR выпустила варгейм Battlesystem, являвшийся духовным наследником Chainmail. В 2002 году компания Wizards of the Coast, правопреемник TSR, выпустила современную игру с миниатюрами под названием Chainmail, через год название было изменено на Dungeons & Dragons Miniatures Game.

## Правила
В базовых правилах игры одна миниатюра на игровом поле представляет собой отряд из 20 человек. Существует шесть видов отрядов: лёгкая пехота, тяжёлая пехота, бронированная пехота, лёгкая конница, средняя конница и тяжёлая конница. Ближний бой реализуется броском шестигранных костей с учётом разницы в силе между отрядами разного типа. Существуют правила по дистанционным атакам, передвижению по различным поверхностям, усталости, морали и т. д. Позднее Гайгэкс создал приложение к правилам, в который вошли правила для рыцарских турниров, сражений один на один, битв с участием фантастических существ и магии.
Гайгэкс рассказывал, что ему надоели обыкновенные сражения средневековых армий, и он под влиянием творчества Толкина и Говарда решил добавить в игру элементы фэнтези. Так в Chainmail появились драконы, эльфы, полурослики, великаны и волшебники, стреляющие молниями и огненными шарами. Игроки с восторгом восприняли нововведения.

## Дальнейшее развитие
Осенью Гайгэкс играл в Chainmail со своим знакомым Дэйвом Арнесоном. Действие этих игр происходило в фантастическом мире Блэкмур, придуманном Арнесоном. Со временем они пришли к тому, что их игра от варгейма перешла к ролевой — вместо армий каждый игрок управлял отдельным персонажем, с которым себя ассоциировал. Вместо полей средневековых сражений действие игры происходило в коридорах замков, пещерах и подземельях. В 1974 году на основе Chainmail Гайгэкс и Арнесон создали Dungeons & Dragons (D&D). Первое издание D&D рекомендовало игроку иметь копию правил Chainmail, которые использовались для сложных боёв с участием большого количество персонажей. Позднее из-за несовместимости правил Chainmail и D&D пошли разными курсами.